# Јелена (албум Мирослава Илића)
„Јелена“ је сингл плоча Мирослава Илића из 1977. године. На њој се налазе следеће песме:
1. Јелена
2. Љубила си два човека